# Брагин, Фёдор Федосеевич
Фёдор Федосеевич Брагин (28 февраля 1925 года, дер. Гуртлуд, Сюмсинский район, Удмуртская АССР, РСФСР СССР — 15 февраля 2000, там же) — шофёр Сюрекского леспромхоза Министерства лесной и деревообрабатывающей промышленности СССР, Герой Социалистического Труда (1971).

## Биография
Фёдор Федосеевич Брагин родился 28 февраля 1925 года в деревне Гуртлуд Сюмсинского района Удмуртской АССР в крестьянской семье.
В 1941 году после окончания 6 класса школы поступил на учёбу в ремесленное училище № 3 Ижевска, после окончания которого стал работать на Ижевском машиностроительном заводе правщиком винтовочных стволов.
В 1943 году его призвали в армию, службу проходил на Дальнем Востоке. В 1945 году принимал участие в боевых действиях против милитаристской Японии.
В 1948 году, после демобилизации из армии, работал в родном колхозе «Красный пролетарий» шофёром, позже стал работать в Сюмсинском леспромхозе.
В 1953 году перешёл на работу в Сюрекский леспромхоз Министерства лесной и деревообрабатывающей промышленности СССР, где проработал все свою трудовую жизнь до выхода на пенсию.
Фёдор Федосеевич Брагин первым в леспромхозе освоил вывозку древесины на МАЗе с самопогрузчиком, а также выступил с инициативой развернуть социалистическое соревнование за досрочное выполнение восьмого пятилетнего плана (1966—1970).
Пятилетнее задание он завершил на 7 месяцев раньше положенного планового срока, вывезя за это время 38 тысяч кубометров леса, в том числе сверх плана — 4,7 тысячи кубометров, перевыполнив принятые обязательства на 2,5 тысячи кубометров.
За выдающиеся успехи в выполнении заданий восьмого пятилетнего плана Брагину Фёдору Федосеевичу Указом Президиума Верховного Совета СССР от 7 мая 1971 года было присвоено высокое звание Героя Социалистического Труда с вручением ордена Ленина и золотой медали «Серп и Молот».
Фёдор Федосеевич Брагин в девятой пятилетке сверх плана вывез 7 тысяч кубометров леса, а задания 10-й пятилетки выполнил в 4 года. Ему было присвоено звание "Лучший водитель комбината «Удмуртлес».
Фёдор Федосеевич Брагин принимал активное участие в общественной жизни: неоднократно был избран членом партбюро лесопункта, депутатом районного и областного совета профсоюзов, а также в президиум обкома профсоюза отрасли, был председателем группы народного контроля.
Умер Фёдор Федосеевич 15 февраля 2000 года.

## Награды
- Звание Герой Социалистического Труда (Указ Президиума Верховного Совета СССР от 7 мая 1971 года);
- Золотая медаль «Серп и Молот» (7 мая 1971);
- Орден Ленина (7 мая 1971);
- Орден «Знак Почёта»;
- Орден «Знак Почёта»;
- медали